# Margites luteopubens
Margites luteopubens är en skalbaggsart som beskrevs av Maurice Pic 1926. Margites luteopubens ingår i släktet Margites och familjen långhorningar.
Artens utbredningsområde är Laos. Inga underarter finns listade i Catalogue of Life.